# Nombre colossalement abondant
En mathématiques, un nombre colossalement abondant est un entier naturel qui, en un sens mathématique précis, possède un grand nombre de diviseurs.
Plus formellement, un nombre n est dit colossalement abondant s'il existe un nombre ε > 0 tel que pour tout k > 1,
{\displaystyle {\frac {\sigma (n)}{n^{1+\epsilon }}}\geq {\frac {\sigma (k)}{k^{1+\epsilon }}},}
où σ est la fonction somme des diviseurs,. La suite des nombres colossalement abondants croît très rapidement. Les huit premiers sont 2, 6, 12, 60, 120, 360, 2 520, 5 040. Tous les nombres colossalement abondants sont superabondants, mais la réciproque est fausse.

## Histoire
Les nombres colossalement abondants ont d'abord été étudiés par Ramanujan. Ses travaux étaient destinés à être inclus dans son article de 1915 traitant des nombres hautement composés. Malheureusement, l'éditeur du journal auquel Ramanujan avait soumis son travail, la revue de la London Mathematical Society, était en difficulté financière à cette époque, et Ramanujan accepta de laisser de côté une partie de son travail, dans l'idée de diminuer le coût d'impression. Ses recherches étaient en grande partie soumises à la véracité de l'hypothèse de Riemann, et l'acceptation de cette dernière comme vraie lui permit de trouver un encadrement de la taille des nombres colossalement abondants, et de prouver que ce qui est de nos jours appelé l'inégalité de Robin (voir ci-dessous) est vrai pour tout n suffisamment grand.
Cette catégorie de nombres fut réexplorée en 1944, dans une forme plus forte, par Leonidas Alaoglu et Paul Erdős, qui tentèrent d'approfondir et de généraliser les résultats de Ramanujan.

## Propriétés
Les nombres colossalement abondants font partie des catégories de nombres basées sur un nombre de diviseurs considéré comme grand. Pour tout entier naturel strictement positif, la fonction somme des diviseurs σ(n) donne la somme de tous les diviseurs de n, y compris 1 et n. Paul Bachmann a montré qu'en moyenne, σ(n) vaut approximativement π2n/6. Cependant, le théorème de Grönwall montre que σ(n) a une valeur légèrement plus élevée. En effet, d'après ce théorème, il existe une suite croissante d'entiers n pour lesquels σ(n) ~ eγnlog(log(n)), où γ est la constante d'Euler-Mascheroni. Par conséquent, les nombres colossalement abondants doivent faire partie des nombres ayant un grand nombre de diviseurs, puisqu'ils constituent, pour un ε > 0 donné, des valeurs élevées de la fonction :
{\displaystyle {\frac {\sigma (n)}{n^{1+\epsilon }}},}
lorsque l'on considère l'ensemble des valeurs de n. Les résultats de Bachmann et de Grönwall permettent d'affirmer que pour tout ε > 0, cette fonction admet un maximum et que, lorsque ε tend vers 0, ce maximum croît indéfiniment. Conséquemment, il y a une infinité de nombres colossalement abondants, bien qu'ils soient assez rares, et ce de plus en plus quand ils croissent. Par exemple,, il n'y en a que 22 inférieurs à 1018.
Pour chaque ε, la fonction ci-dessus admet un maximum, mais il n'est pas évident, et, finalement, pas vrai, que ce maximum est unique. Alaoglu et Erdős ont étudié la question suivante : pour une valeur de ε donnée, y a-t-il unicité du maximum et, sinon, combien de valeurs de n différentes font prendre à la fonction son maximum ? Ils ont montré que, pour la plupart des ε, il y a un maximum unique. Plus tard, cependant, Paul Erdős et Jean-Louis Nicolas (en) ont montré que pour un ensemble donné de valeurs discrètes de ε, il peut y avoir deux ou quatre valeurs différentes de n donnant la même valeur maximale.
Dans leur article de 1944, Alaoglu et Erdős ont réussi à démontrer que le quotient de deux nombres superabondants consécutifs est toujours un nombre premier, mais ne sont pas parvenus à étendre ce théorème aux nombres colossalement abondants. Ils ont néanmoins conjecturé cette propriété, et ont montré qu'elle découlerait d'un cas particulier de la conjecture des quatre exponentielles, en théorie des nombres transcendants ; formellement : pour tous nombres premiers distincts p et q, les seuls nombres réels t pour lesquels à la fois pt et qt sont rationnels sont les entiers positifs. En utilisant le résultat correspondant pour 3 nombres premiers — un cas particulier du théorème des six exponentielles — ils ont réussi à prouver que le quotient de deux nombres colossalement abondants consécutifs est soit premier, soit semi-premier, c'est-à-dire produit de deux nombres premiers distincts.
La conjecture d'Alaoglu et Erdős reste encore à prouver, bien qu'elle ait été vérifiée rigoureusement jusqu'à 107. Si elle se révèle vraie, on peut en déduire que le n-ième nombre colossalement abondant est le produit du précédent par un nombre premier pn. Cette suite (pn) commencerait alors par : 2, 3, 2, 5, 2, 3, 7, 2… (suite A073751 de l'OEIS). La conjecture d'Alaoglu et Erdős impliquerait également qu'il n'existe aucun ε donnant quatre entiers distincts comme maxima de la fonction ci-dessus.

## Lien avec l'hypothèse de Riemann
Dans les années 1980, Guy Robin, étudiant de thèse de Jean-Louis Nicolas, a montré que l'hypothèse de Riemann équivaut à :
{\displaystyle \forall n>5040\quad \sigma (n)<e^{\gamma }n\log \log n.}
Cette inégalité, appelée désormais inégalité de Robin, est fausse pour n = 5 040, et donc, si l'hypothèse de Riemann est vraie, alors 5 040 est le plus grand entier pour lequel elle n'est pas vérifiée. On sait aussi que si l'hypothèse de Riemann se révèle fausse, alors les entiers n ne vérifiant pas l'inégalité de Robin doivent nécessairement être des nombres colossalement abondants.